# Toke Lykkeberg
Toke Lykkeberg Nielsen er en dansk kunstkritiker, forfatter og kurator. Han er tidligere leder af udstillingsstedet IMO, samt mangeårig skribent for dagbladene Information og Børsen.
Han har bl.a. skrevet Ikke-kunst som sidste kunstneriske tendens (Kopenhagen publishing) og Zevs - L'exécution d'une image (Ed. Gallimard, ISBN 978-2-86227-799-8). Som kurator har han bl.a. opsat udstillinger i Danmark, Holland, USA, Frankrig og Vietnam. Han er medkurator på den nordiske biennale for samtidskunst, Momentum 8.